# アスポリナ (小惑星)
アスポリナ (246 Asporina) は、小惑星帯に位置する大きな小惑星の一つで、R型小惑星に分類される。
1885年3月6日にフランスの天文学者、アルフォンス・ボレリーがマルセイユで発見し、小アジアの戦いの女神アスポリナにちなんで命名された。